# Doksapram
Doksapram hidrohlorid (Dopram, Stimulex, Respiram) je respiratorni stimulans. Administerira se intravenozno i stimuliše povećanje plućnog volumena, i respiratornu brzinu.

## Mehanizam dejstva
Doksapram stimuliše hemoreceptore u karotidnim telima karotidnih arterija, koji zatim stimulišu respiratorne centre u moždanom stablu.

## Spoljašnje veze
|  | Molimo Vas, obratite pažnju na važno upozorenje u vezi sa temama iz oblasti medicine (zdravlja). |